# Jacqueline Hickel
Pour les articles homonymes, voir Hickel.
Jacqueline Hickel est une actrice américaine.

## Filmographie
- 2007 : The Thirsting : Mary
- 2007 : MANswers (série télévisée) : la petite amie
- 2009 : Annabel Lee : officier Laporte
- 2009 : The Mentalist (série télévisée) : Darby
- 2009 : Valley Peaks (série télévisée) : Crystal Glass
- 2009 : Nip/Tuck (série télévisée) : la réceptioniste
- 2010 : In My Sleep : la babysitter
- 2011 : Convincing Clooney : Julie
- 2011 : No Good Deed (court métrage) : Cassie
- 2011 : Roundhay Hall (court métrage) : Robin
- 2012 : Where Are They Now (court métrage) : Mary Beth O'Conner
- 2012 : Closer to God: Jessica's Journey : Rose Donaldson
- 2012 : Tumbleweed: A True Story : Kate
- 2013 : Personal Day (court métrage) : Cindy Jerome